# Площадь Мочалова
Пло́щадь и́мени Па́вла Мочало́ва — площадь, расположенная в Кировском районе города Самары.
Площадь находится на пересечении улиц Елизарова, Марии Авейде и проспекта Металлургов .

## Этимология годонима
19 июня 2001 года постановлением главы города Самары площади перед Дворцом культуры металлургов присвоено имя первого директора завода «Металлург» Павла Петровича Мочалова (1909—1988); дворец культуры также получил имя Мочалова.

## Транспорт
- Троллейбусы — № 4, 4к, 7, 15.
- Автобусы — № 12, 21, 34.
- Маршрутные такси — № 4, 34, 89, 99, 297.

## Здания и сооружения
На площади находится:
- Торговый центр «Октябрь» (бывший кинотеатр)
- Дворец культуры им. П. П. Мочалова

25  ноября 2019 года, на площади был открыт памятник Павлу Петровичу Мочалову.